# Mentalità
Il termine mentalità si trova usato verso il 1900 con il significato odierno di generica concezione del mondo e di un substrato psicologico riferito a un individuo, a un gruppo sociale o agli appartenenti ad una data civiltà in un certo periodo storico.

## Storia delle idee e storia della mentalità
La storia della mentalità può essere considerata come il risultato della critica sistematica operata da Febvre a proposito della storia delle idee alla quale rimprovera la sovrapposizione di astratte categorie scolastiche come Rinascimento, Umanesimo o Riforma alla realtà psicologica di quei fenomeni storici che vengono così resi atemporali:
Alla storia fatta di idee astratte che genererebbero reali fatti storici Febvre contrappone una diversa storia, una Nouvelle Histoire dove le idee, assieme alle opere e ai comportamenti, vengono poste all'interno delle condizioni sociali dove sono apparse.

## La Nuova Storia
L'espressione Nuova Storia viene utilizzata per la prima volta da Henri Berr nel 1930, dove l'aggettivo "Nuova" fa riferimento al movimento statunitense della New History del 1912.
Questa corrente pone la storia tra le Scienze sociali, un nuovo campo del sapere emerso nei primi anni del ‘900, in base a due caratteristiche fondamentali: il suo rinnovamento integrale e al radicamento in tradizioni antiche e solide.
Numerose scienze si sono modernizzate in questo particolare settore senza che tutto il loro contenuto ne venisse modificato. La geografia fu una delle prime, grazie allo sviluppo della Geografia Umana promossa da Albert Demangeon e Jules Sion .  La geografia intesa come "scienza dell'uomo" influenzò il pensiero di alcuni maestri della nuova storiografia in particolare Lucien Febvre, Marc Bloch e Fernand Braudel; lo stesso Febvre sottolineò la particolare associazione tra geografia umana e nuova storia.
La Nuova Storia non si limitava ad aprire a nuovi orizzonti e a nuovi indirizzi. Essa si proclamava Storia Globale, rivendicando il rinnovamento di tutto il settore storiografico. Allargava il campo della documentazione storica: scritti di ogni genere, documenti figurativi, reperti archeologici, documenti orali, fotografie, utensili di vario tipo, erano per la Nuova Storia tutti documenti di prim'ordine.

## Il "non so che" della storia
Per mentalità si intende però anche un complesso di idee stereotipato, non ben definito e spesso inconsapevole, che Jacques Le Goff riteneva fosse succedaneo al concetto tedesco di Weltanschauung e tale che
La prima attrattiva della storia delle mentalità sta allora precisamente nella sua indeterminazione, nella sua vocazione a definire i residui dell'analisi storica. Il non so che della storia.»

## Storia e psicologia
Il termine "mentalità" fu spesso riferito all'etnologia poiché era ritenuto particolarmente adatto a indicare il complesso di credenze e consuetudini di culture non ancora giunte ad una consapevole conoscenza di sé.
In questo senso è da intendere l'opera di Lucien Lévy-Bruhl che nel 1922 scriveva di "mentalità primitiva".
L'etnologia ha poi abbandonato questo termine e così anche la psicologia, da sempre scettica sulla sua validità, mentre è venuto in auge presso gli storici, in specie quelli che si rifanno alle teorie della rivista  Les Annales come Marc Bloch e Lucien Febvre che trattarono in ambito storiografico della storia della mentalità.
Invero, ancora prima di questi autori, nel 1921 Johan Huizinga si era accostato a questi temi riguardanti la mentalità medioevale e ancora più lontana nel tempo era in quest'ambito l'opera dedicata alla stregoneria di Jules Michelet che era stata giudicata non scientificamente affidabile per gli aspetti fantasiosi che la caratterizzavano e che tuttavia offriva una visione illuminante di quel fenomeno.
La storiografia ufficiale cercò di porre rimedio a questa mancanza di una documentazione "oggettiva" avanzando una concezione positivisticamente diretta alla scientificità dei fatti. Gli storici allora si affidarono alla scienza psicologica ma solo per spiegare i comportamenti dei grandi protagonisti della storia e quindi rimanevano le differenze tra la psicologia dedicata all'individuo, la sociologia descrittiva della società e la storia mirante all'esposizione dei fatti.
Distinzioni queste superate dall'opera di Bloch dedicata ai re taumaturghi dove il carattere soprannaturale del risanamento attribuito ai re di Francia e d'Inghilterra dimostrava che in quel fenomeno convergevano motivi psicologici, sociologici e storici: 
Questo fenomeno implicava da una parte che si trattava di un meccanismo di consolidamento del potere monarchico e dall'altra, di un complesso di memorie, tradizioni, romane-imperiali, germaniche o addirittura risalenti ad antichi archetipi indoeuropei che nei secoli avevano sacralizzato la figura del re; quindi ora l'etnologia poteva chiarire che quel rito delle guarigioni regali «fu soltanto l'ultima eco di quelle credenze "primitive", che oggi la scienza, grazie allo studio dei popoli selvaggi, ha saputo ricostruire»
Su questa stessa linea l'archeologo e storico Salomon Reinach ed anche l'etnologo James George Frazer che così scriveva:
Questa impostazione della ricerca storica confermava dunque per la prima volta come fatti storici di grande rilevanza, come la fondazione di stabili dinastie regnanti, fossero da collegare alle altre scienze umane.
Analogamente Febvre dal suo primo libro su Filippo II e la Franca Contea fino al saggio su Margherita di Navarra scopriva l'arricchimento per la ricerca storiografica riferita alle nozioni di mentalità, sensibilità, vita affettiva.
Anche per Febvre seguire queste nuove direttrici storiche rendeva comprensibili non solo elementi storici di secondaria importanza come lo strano comportamento di Margherita di Navarra, regina dai severi costumi e religiosissima e nello stesso tempo autrice di novelle licenziose, ma anche fatti di prima grandezza come le origini della Riforma protestante.
La comprensibilità del passato, scriveva Febvre, è necessariamente collegata alla conoscenza della mentalità di uomini così diversi da noi e che vivevano in condizioni dissimili dalle nostre per cui pensare che ci sia un'identità nei modi di sentire e di pensare tra noi e le generazioni precedenti può esser valido solo per scrivere biografie romanzate.

## Un lavoro complesso
Lo storico delle mentalità si troverà ad affrontare un lavoro complesso: dovrà indagare una molteplicità di elementi quali i luoghi e gli strumenti della formazione della mentalità, i suoi modi di trasmissione, gli spostamenti, i rapporti con la storia economica, con la storia del pensiero, con gli scontri sociali e stare attento alla coesistenza di diverse mentalità all'interno della stessa società. Lo storico dovrà inoltre astenersi dal descrivere periodi storici dalla durata troppo lunga poiché, sebbene la formazione della mentalità si sviluppi lentamente, vi è il rischio di incappare in anacronismi.
Ma è davvero possibile scrivere una storia attendibile della mentalità? Il suo oggetto è indeterminato e si avvale, non si sa con quanta validità, dell'apporto di diverse scienze quali storia, sociologia, folklore, etnologia, linguistica, psicologia. A proposito ad esempio degli accesi contrasti che coesistevano nel carattere degli uomini del Medioevo scriveva lo storico olandese Huizinga:
e Febvre opportunamente osservava:
E quando lo fanno, per l'incertezza e la moltitudine dei riferimenti, c'è il rischio che venga preso per attendibile quello che in realtà è l'effetto attraente della capacità dello scrittore nel narrare una storia affascinante ma incerta. Come pure può accadere che venga presa per mentalità popolare quella che appartiene ai ceti dominanti che influenzano la documentazione
Questi rischi si presentano in misura molto ridotta per la storia medioevale in quanto in questo periodo manca o è quasi assente una circolazione culturale riferita da testi scritti così che acquistano valore decisivo la memoria e le tradizioni per lo storico della mentalità che per questo motivo si è finora orientato preferibilmente ai temi della società medievale o rinascimentale

## Le grandi aree tematiche
Né mancano temi più circoscritti da considerare però come spezzoni di ricerca (i giovani, la morte, l'amore ecc. ecc.) poiché è facile intuire come qualsiasi cosa può rientrare nell'interesse dello storico della mentalità che si chiede come veniva, sentita, immaginata questa realtà e come veniva vissuto qualsiasi sentimento. Soddisfano invece maggiormente gli studiosi la trattazione di argomenti di più ampio respiro ai quali si sono dedicati gli storici della mentalità come ad esempio lo studio degli emarginati, della corporeità, dell'ambiente, del potere.

### Gli ebrei
Una grande area tematica come la storia degli emarginati può offrire l'occasione di capire la mentalità di un'epoca riguardo a ciò che la società del tempo riteneva "normale" confinando invece ciò che considerava devianza «... nelle paludi della marginalità, dell'anormalità, della patologia sociale».
Un importante settore di emarginati è quello degli ebrei che, secondo Le Goff, solo dal XIII secolo vengono considerati impuri quando la crescita delle città aumenta le possibilità di contatti tra i cristiani e gli ebrei i quali, per i commerci e la pratica della medicina, acquistano rilievo tale che i responsabili della salute della comunità cristiana introducono la segregazione e l'identificazione dell'ebreo con la stella gialla e prescrivono i divieti per i cristiani di affidare il corpo ai medici ebrei, di comprare carne o latte nelle loro botteghe, di avere con loro rapporti sessuali.

### La corporeità
Il tema della corporeità è giudicato di grande rilievo per la storia della mentalità:
Da questo disprezzo per il corpo nasce quello per il sesso e per la donna il cui corpo diviene, da Eva alla strega, il luogo preferito del demonio.

### L'ambiente
L'ambiente medievale si caratterizza per il contrasto «tra ciò che è costruito, coltivato e abitato (città, castello, villaggio ad un tempo) e ciò che è propriamente selvaggio (mare, foresta, equivalente occidentale del deserto orientale), tra l'universo degli uomini che vivono in comunità e l'universo della solitudine»
La foresta, temuta per la sua impenetrabilità ma che è anche utile all'uomo medievale, è la protagonista dell'immaginario costituito da mostri, da racconti cavallereschi dove s'intrecciano erotismo e avventure: la foresta è la metafora del misterioso onirico medievale, della naturalità, della solitudine.

### Il potere
Già Bloch aveva trattato questo tema dell'immaginario e del potere e sulla sua traccia si sono mossi alcuni storici tedeschi che hanno studiato la simbologia del potere medievale. Il più noto di questi, Percy Ernst Schramm, ha scritto che «chi voglia occuparsi della storia dello stato medievale deve attenersi alle sue insegne, ai suoi simboli, deve studiare l'evoluzione dei simboli del dominio»
La storia della regalità come in genere quella del potere dimostra come questo ha la necessità di farsi visibile ed è particolare merito della storia della mentalità aver messo in luce il significato di questi simboli, fino ad allora considerati superflui o aggiuntivi.